# Abbaye Saint-Vincent du Volturne
Pour les articles homonymes, voir Abbaye Saint-Vincent.
L'Abbaye Saint-Vincent du Volturne (en italien, Abbadia di San Vincenzo al Volturno) est une abbaye bénédictine italienne historique, fondée au VIIIe siècle, située sur le territoire de la commune de Castel San Vincenzo, dans la province d'Isernia, près des sources du Volturno, en Molise. 
Le bâtiment actuel, situé sur la rive est du fleuve, accueille aujourd'hui une communauté de sœurs américaines, tandis que les vestiges archéologiques de l'abbaye médiévale sont situés sur la rive ouest.

## Liste incomplète des abbés
La Chronicon Vulturnense liste les abbés de l'abbaye
- Paldon  703?–720
- Taton 720-729
- Tason 729–739
- Aton 739–760
- Ambroise Autpert 777-778
- Poton 781–783
- Paul 783–792
- Josué 792–817
- Talaric 817–823
- Épiphane 824–842
- Guillaume de La Voute (1359-1364)[2]

## Source
- (en) Cet article est partiellement ou en totalité issu de l’article de Wikipédia en anglais intitulé « San Vincenzo al Volturno » (voir la liste des auteurs).